# Thomas Maier (Bauernführer)
Thomas Maier († 1525 in Tübingen) war ab April 1525 Anführer des Bauernaufstandes auf dem Vogelsberg in 24-Höfe, heute Gemeinde Loßburg in Baden-Württemberg.

## Leben
Nach der Zimmerischen Chronik soll Maier vom Vogelsberg (24-Höfe) gewesen sein.
Es ist ungeklärt, ob Maier Hofbesitzer auf dem Vogelsberg war, nach dort eingeheiratet hatte, und ob er Taglöhner war oder lediglich strategisch-militärische Funktionen „auf den Bergen“ innehatte.
Ein Hofinhaber namens Maier kommt in den Lagerbüchern der damaligen Zeit nicht vor. 1488 sind als Randbemerkung die Nachfolger der Hofbesitzer angegeben. Diese tauchen in den Lagerbüchern von 1560/64 wieder auf.
Zwischenzeitlich konnte demnach auf dem Vogelsberg und auf den Stuhlhöfen kein Hofmeier (Hofinhaber, Gutsverwalter) namens Maier gewesen sein. In den Herdsteuerverzeichnissen sind außer den Hof- und Hausbesitzern auch die Taglöhner ohne Grundbesitz aufgeführt.
Nach der Zimmerschen Chronik war Maier ein Kriegsmann, d. h., er muss in jungen Jahren als Landsknecht angeworben worden sein und sich dann – nach seinen Fähigkeiten zu urteilen – zu einem leitenden Rang emporgearbeitet haben. Als Abwesender würde er in keiner Steuerliste gemeldet sein, wenn er keinen Grundbesitz hatte.
Martin Glaser (genannt Braun) erwähnte in der Erneuerung seiner Urfehde am 27. März 1526, Thomas Maier sei von Loßburg.
Reinhardt von Neuneck gab in seinem Bericht ebenfalls an, der Anführer Thomas Maier sei aus Loßburg.
Im Herdsteuerverzeichnis von 1525 ist in Loßburg mit einem beachtlichen Wert ein Doman Meigers hus erwähnt.
1517 ist ein Thomas Maier aus Loßburg in einem Rechtsstreit mit Hans Graf vom Vogelsberg genannt. Ottmar nimmt an, dass dieser Doman Meiger mit dem in den verschiedenen Berichten ebenso genannten Bauernführer identisch ist.
Andererseits wurde vermutet, bei dem 1517 und 1525 in Loßburg erwähnten Maier könnte es sich auch um den Vater des Aufrührers handeln, da der junge Maier vor der Rekrutierung wohl kaum schon einen Rechtsstreit mit einem reichen Bauern führte.
Thomas Maier könnte vor seiner Militärzeit schon auf dem Vogelsberg gewohnt haben. Damit würden alle Berichterstatter, auch die Zimmersche Chronik, recht haben. Begründet ist diese These jedoch nicht. Der Bauernhauptmann unterzeichnet selbst als Doman Mayger von dem Schaurtswald (Schwarzwald).
Die Bewohner auf den Bergen sind unter dem Ehlenboger Amt erwähnt. Ein meigers Hus Im Hagenloch ist in der Steuerliste vor Hanns Graff und Jacob Graff vom Vogelsberg verzeichnet. In den Lagerbüchern Ehlenbogens ist kein Hagenloch aufgeführt. Beim Birkhof auf 24-Höfe gab es ein Hagenlehen bzw. Hagengüter. – Die Bauern haben oftmals Landsknechte in Sold genommen. Es bleibt daher offen, ob Maier an die Bauern herangetreten ist, oder ob diese den „Kriegsmann“ Maier angeworben haben.
Anfang Mai 1525 zog Thomas Maier mit seinen Gefolgsleuten, dem „Haufen vor Wald“, einer nahezu 2000 Mann starken Truppe, durch die Region und plünderte mehrere Burgen, u. a. Neuneck, Glatt, Sulz am Neckar und Herrenberg. Österreich und der Schwäbische Bund konnten diesem Terror gegen die Repräsentanten der herrschenden Schichten nicht tatenlos zusehen. Es kam zu einer militärischen Auseinandersetzung, für die der Schwäbische Bund ein Heer aushob, und unter Führung des Bauernjörgs, Truchsess Georg von Waldburg-Zeil, wurde am 12. Mai 1525 in der Schlacht bei Böblingen eine der blutigsten Schlachten des Bauernkrieges ausgefochten. 15.000 Bauern, unter der Führung von Ritter Schenk von Winterstetten, Thomas Mayer, seinem Leutnant Philipp Müller und anderen Aufständischen, wurden dabei von einem 7500 Mann starken Heer in die Flucht geschlagen, unter anderem auch weil es ihnen im Gegensatz zum feindlichen Lager an Artillerie und Reiterei fehlte.
Nach der verlorenen Schlacht bei Böblingen am 12. Mai 1525 wurde Thomas Maier auf seiner Flucht im Zinsbachtal bei Pfalzgrafenweiler gefangen genommen, in Tübingen verurteilt und enthauptet. Die geraubte Beute wurde größtenteils wiedergefunden und an die Eigentümer zurückgegeben.

## Würdigung
Der Schwarzwaldverein Ortsgruppe Loßburg-Rodt e.V. setzte im Jahre 2002 auf dem Inneren Vogelsberg (24-Höfe, Teilort von Loßburg) dem Bauernführer Thomas Maier ein Denkmal.
In Tübingen ist die Thomas-Mayer-Straße nach ihm benannt.